# Crayon Shin-chan - Unkokusai no yabō
Crayon Shin-chan - Unkokusai no yabō (クレヨンしんちゃん 雲黒斎の野望?, Kureyon Shin-chan - Unkokusai no yabō, letteralmente "Crayon Shin-chan - L'ambizione di Unkokusai") è un film d'animazione del 1995 diretto da Mitsuru Hongo.
Si tratta del terzo film basato sul manga e anime Shin Chan. Come per gli altri film basati sulla serie, non esiste un'edizione italiana del lungometraggio.

## Trama
La famiglia Nohara viaggia nel tempo per tener testa a Unkokusai (雲黒斎?, Unkokusai), che vuole cambiare il corso degli eventi solo per suo interesse.

## Personaggi e doppiatori
| Personaggio       | Doppiatore      |
| ----------------- | --------------- |
| Shinnosuke Nohara | Akiko Yajima    |
| Hiroshi Nohara    | Keiji Fujiwara  |
| Misae Nohara      | Miki Narahashi  |
| Masao Sato        | Mie Suzuki      |
| Nene Sakurada     | Tamao Hayashi   |
| Tooru Kazama      | Mari Mashiba    |
| Boo               | Chie Satou      |
| Midori Yoshinaga  | Yumi Takada     |
| Ume Matsuzaka     | Michie Tomizawa |
| Enchiyou          | Rokurō Naya     |

## Distribuzione

### Edizioni home video
In Giappone il film è stato distribuito in VHS il 25 aprile 1996 e in DVD il 23 aprile 2004.